# 織田五郎
織田 五郎（おだ ごろう）は、室町時代の武将。尾張国又守護代。五郎は通称で、諱は不明。受領名は大和守。
後に織田久長が大和守を名乗っており、さらにその子である敏定が五郎を名乗っているため、久長の父に該当するか。

## 略歴
嘉吉3年（1443年）3月、「織田大和守」として妙興寺に禁制を出している。
嘉吉3年（1443年）11月22日、「織田五郎」が守護代織田勘解由左衛門尉久広の指示を受ける。
文安元年（1444年）6月23日、「織田大和守」が守護代織田久広の指示を受ける。